# Parco Virgiliano (Napoli)
Il Parco Virgiliano, detto anche Parco della Rimembranza, è un parco panoramico che sorge nel quartiere Posillipo, a Napoli.

## Storia
Fu realizzato a cavallo degli anni venti e trenta su disposizione dell'Alto commissariato per la Provincia di Napoli e aperto nel 1931 come parco della Vittoria o della Bellezza.
Fu in seguito definito parco della Rimembranza fino a quando, grazie all'iniziativa di Guido Della Valle, assunse il nome di Virgiliano in onore del poeta romano. Ciò non deve creare confusione con il parco Vergiliano a Piedigrotta, altrimenti detto  "parco della tomba di Virgilio", contenente le spoglie del poeta Giacomo Leopardi ed il sepolcro del già citato poeta.
Nel 1936, si riscontra un progetto per l'organizzazione del verde da parte dell'illustre esperto Pietro Porcinai.
Negli anni sessanta, fu realizzato al suo interno un impianto sportivo comprendente un campo da calcio e una pista di atletica.
Nel 1975, venne creata una cavea per concerti sul versante della baia di Trentaremi.
Dopo un lungo periodo di degrado e incuria, nel 1997 fu decisa la riqualificazione del parco, il quale fu riaperto nel luglio del 2002. Grande novità fu la chiusura alle automobili, che in precedenza avevano libertà di accesso all'area verde.
Nell'ambito di un progetto di tematizzazione dei parchi urbani del comune, il Virgiliano è stato identificato come "Il parco letterario", ispirandosi al tema de "La Napoli del Grand Tour", e attraverso nuove installazioni di cartelloni (con brani o pensieri di viaggiatori del Settecento, come ad esempio Goethe) in punti panoramici dovrebbe diventare simbolo del passaggio a Napoli nel Grand Tour ed evocare impressioni e sensazioni espresse da artisti dell'epoca.

## Descrizione
Si estende su un'area di circa 92.000 m² a 150 m s.l.m., sul promontorio della collina di Posillipo, che sotto il parco è attraversata dalla grotta di Seiano. Vi si accede da viale Virgilio, tramite un'entrata monumentale che conduce ad un piazzale nel quale campeggia una fontana di recente costruzione.
Il parco è caratterizzato da un sistema di terrazze che affacciano sul golfo di Napoli, dalle quali si possono scorgere, oltre all'amplissimo panorama del golfo, le ripide pareti di roccia, spesso gialla per la sua costituzione tufacea, del promontorio su cui si trova il parco.
In un solo colpo d'occhio infatti, è possibile osservare le isole di Procida, Ischia e Capri, l'isolotto di Nisida, il golfo di Pozzuoli, i quartieri di Agnano, Fuorigrotta, Rione Traiano, Pianura, l'Eremo dei Camaldoli, il golfo di Bacoli ed il promontorio di Capo Miseno, Monte di Procida, il Vesuvio, la costa vesuviana, la Penisola sorrentina, la Baia di Trentaremi con i suoi resti archeologici ed il centro storico di Napoli.
Nel parco sono presenti anche due busti (uno ritraente Simón Bolívar e l'altro Mohandas Gandhi) e dei giochi per bambini. L'anfiteatro ospita spettacoli teatrali e musicali di vario tipo. L'impianto sportivo aperto negli anni sessanta costituisce oggi il Centro Sportivo "Virgiliano", comprendente una pista di atletica leggera con tribuna da 1000 posti, affidato in gestione alle associazioni di categoria.
Sono presenti arbusti di diverse specie: lecci, olivi, roveri ed un denso sottobosco con piante di mirto, rosmarino e fillirea.

## Galleria d'immagini

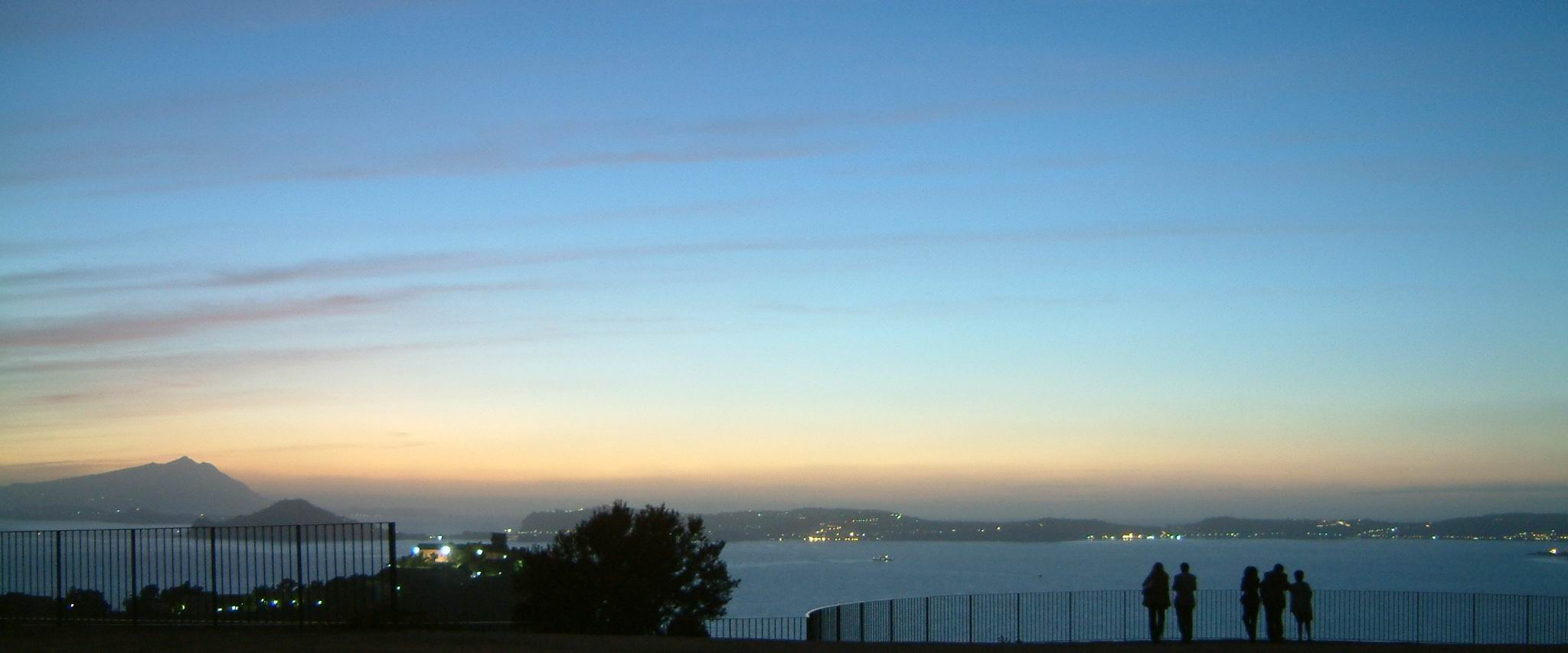
Belvedere di sera.

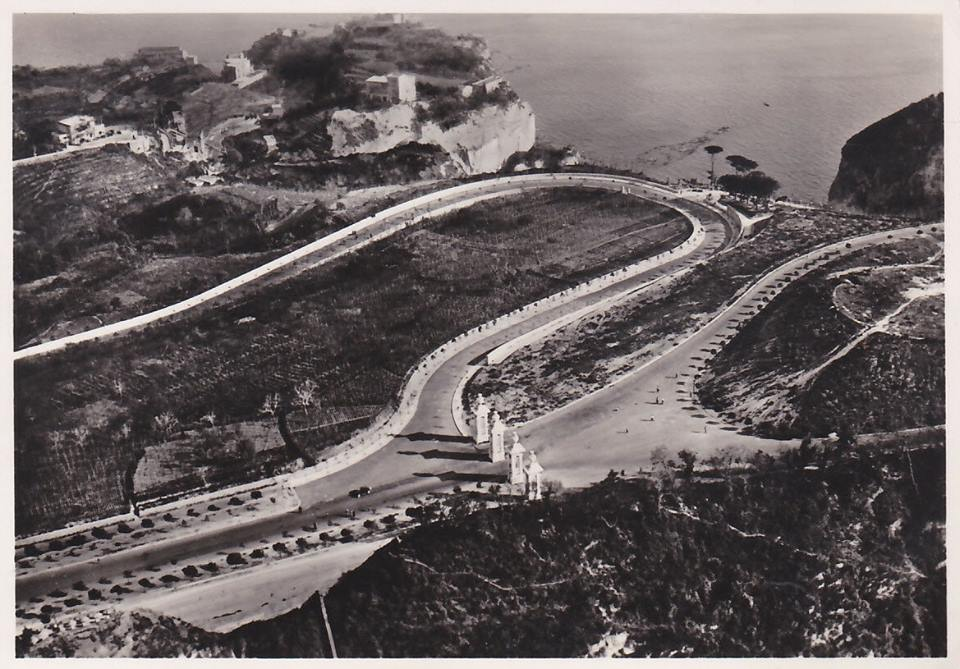
Il parco poco dopo la sua inaugurazione
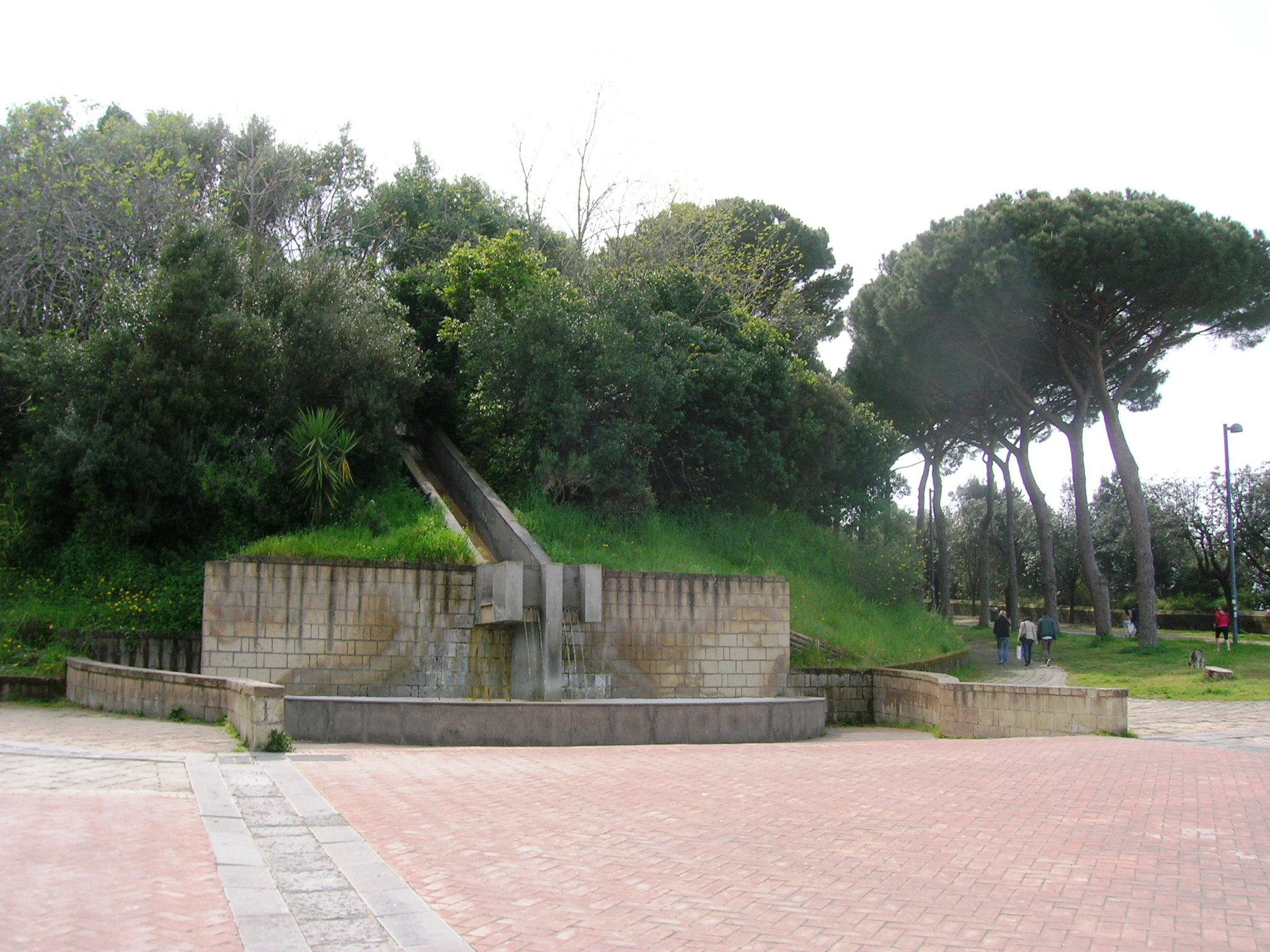
Fontana all'ingresso del parco
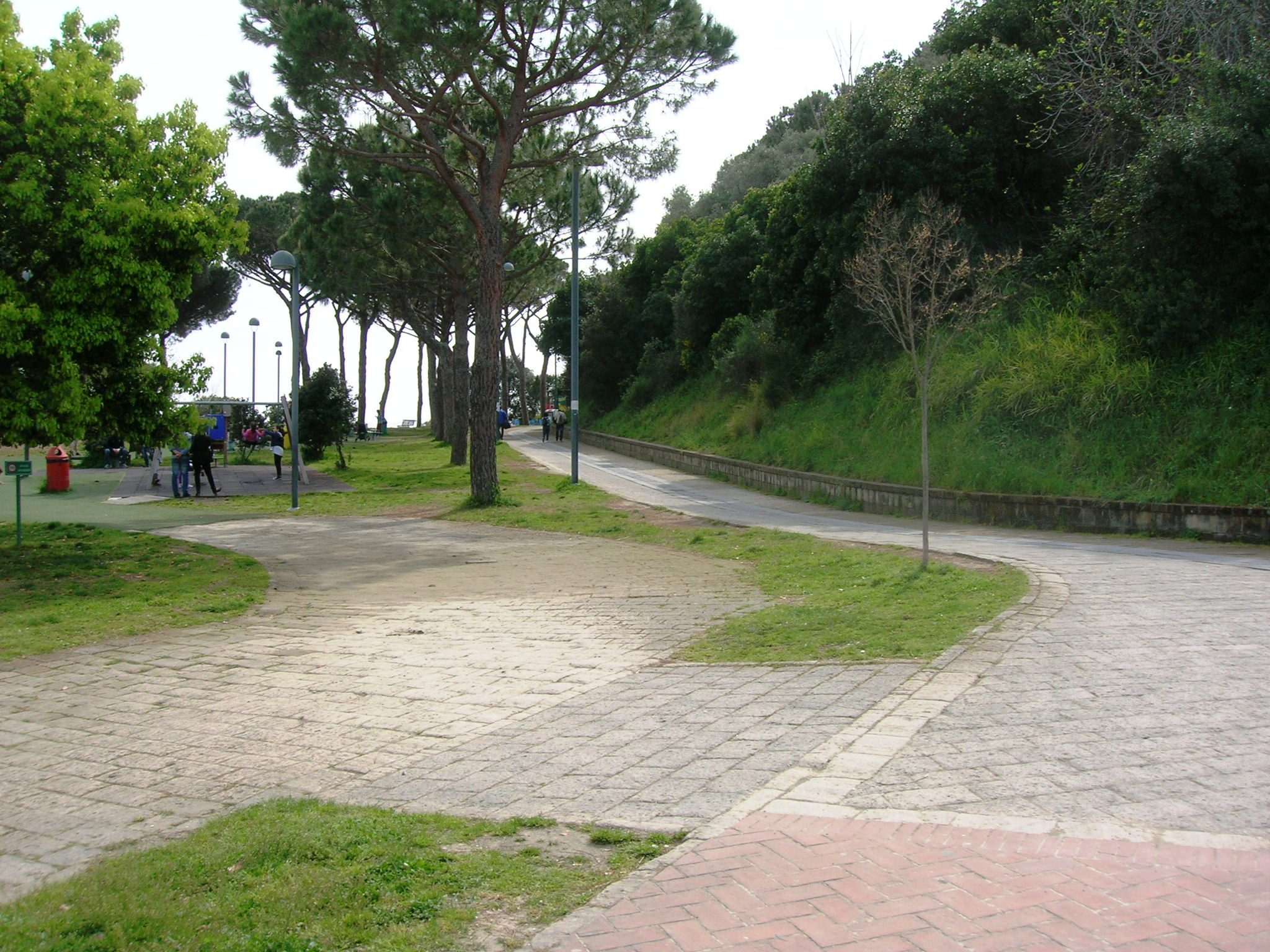
Zona coi giochi per bambini
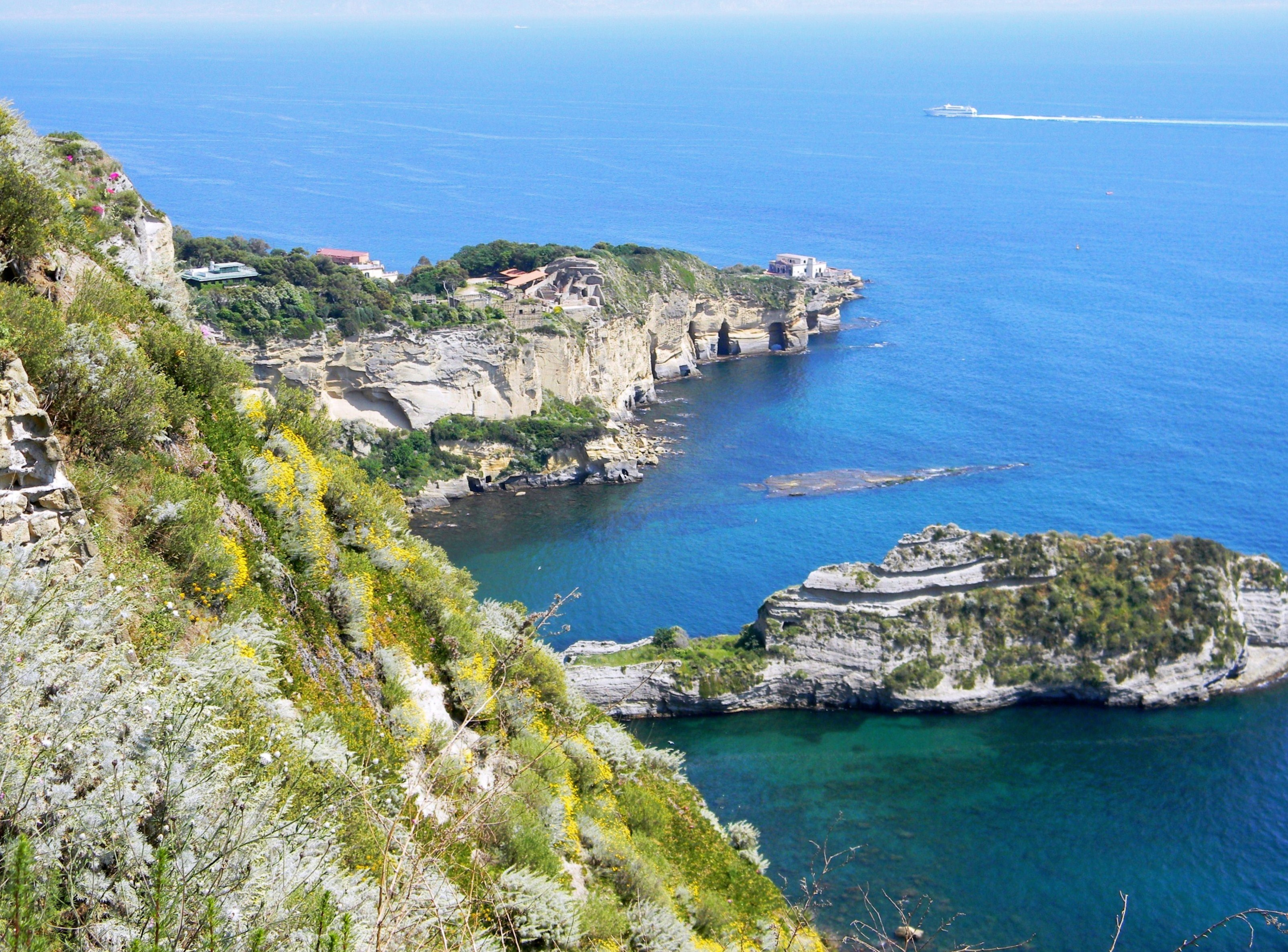
Panorama sulla Baia di Trentaremi
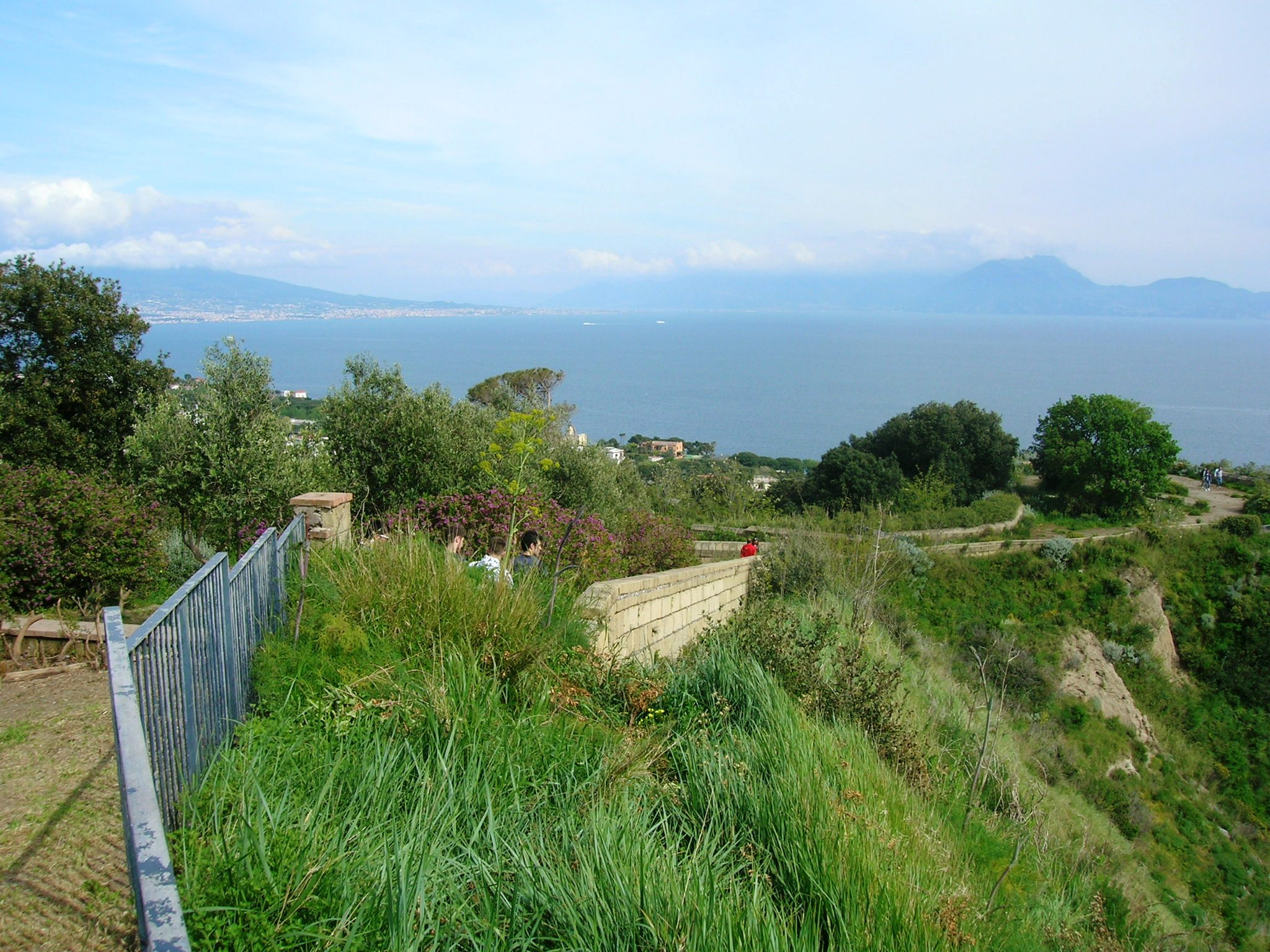
Panorama sul Vesuvio e la Penisola Sorrentina
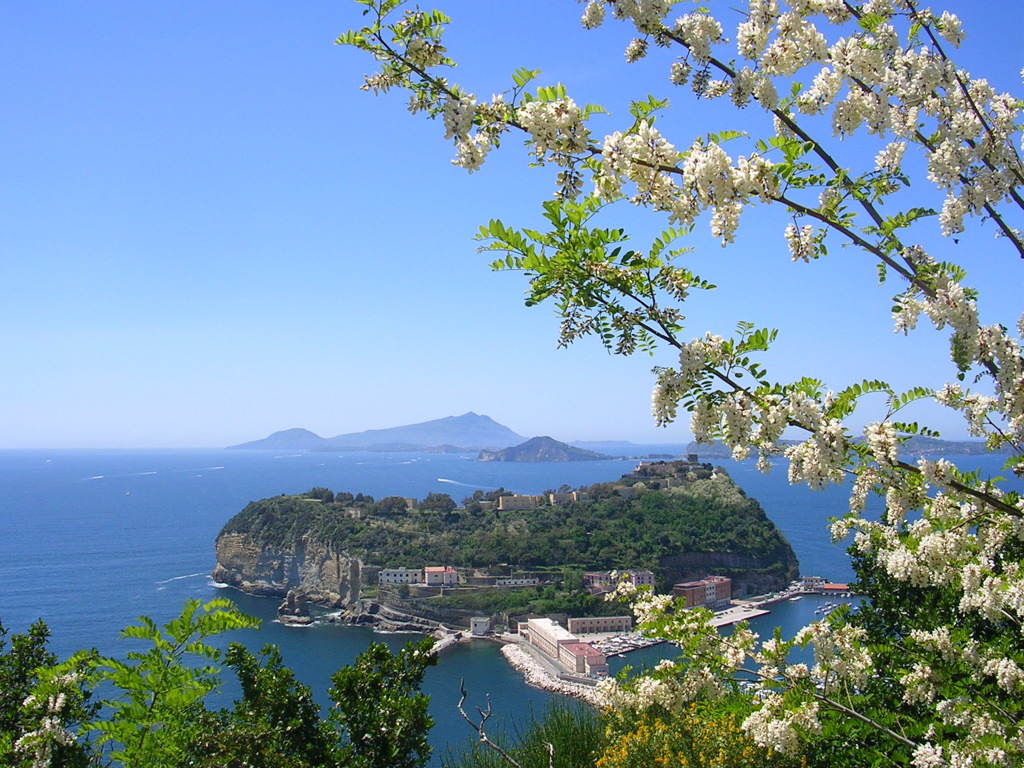
Panorama su Nisida
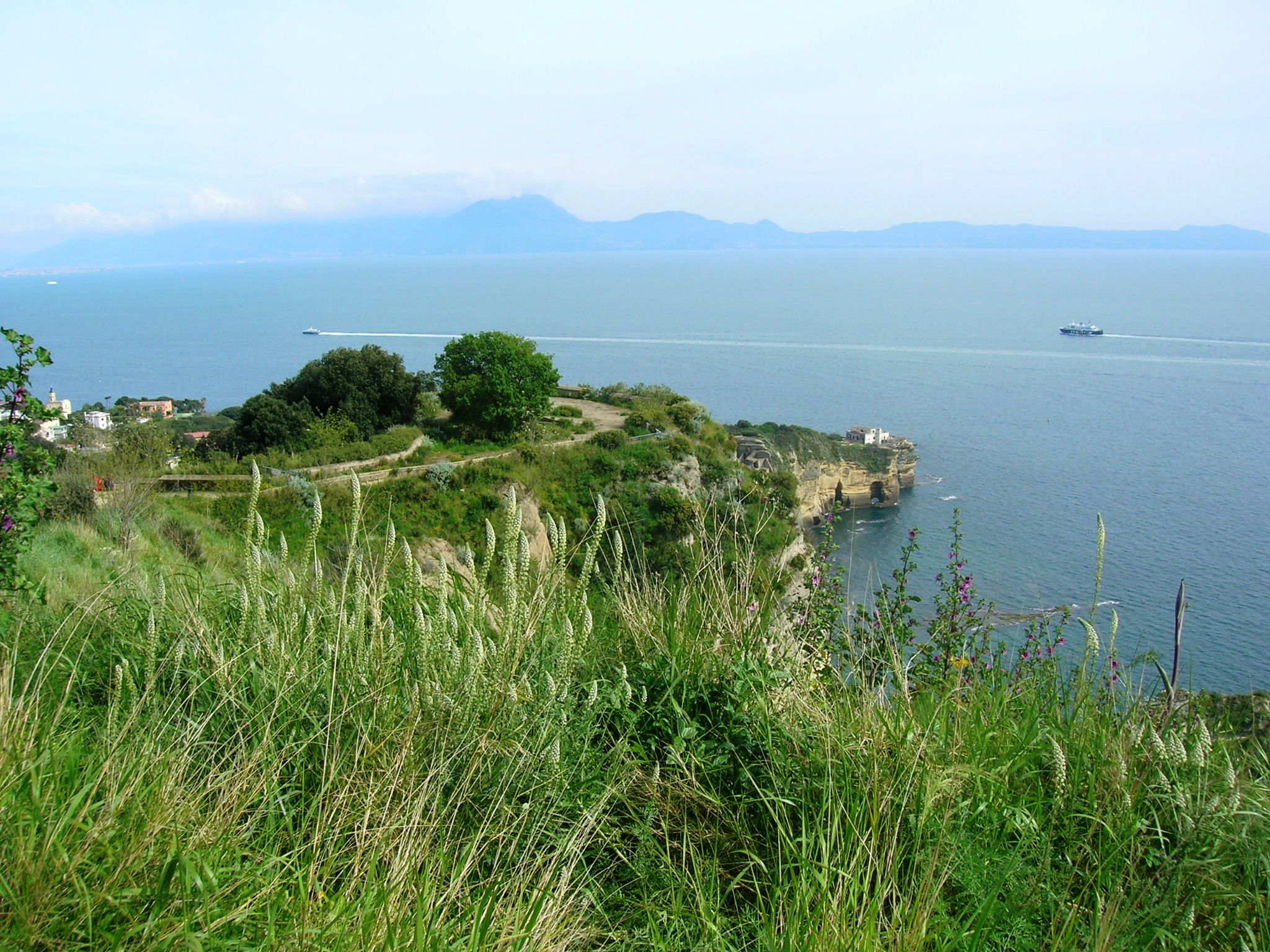
Panorama sulla Gaiola
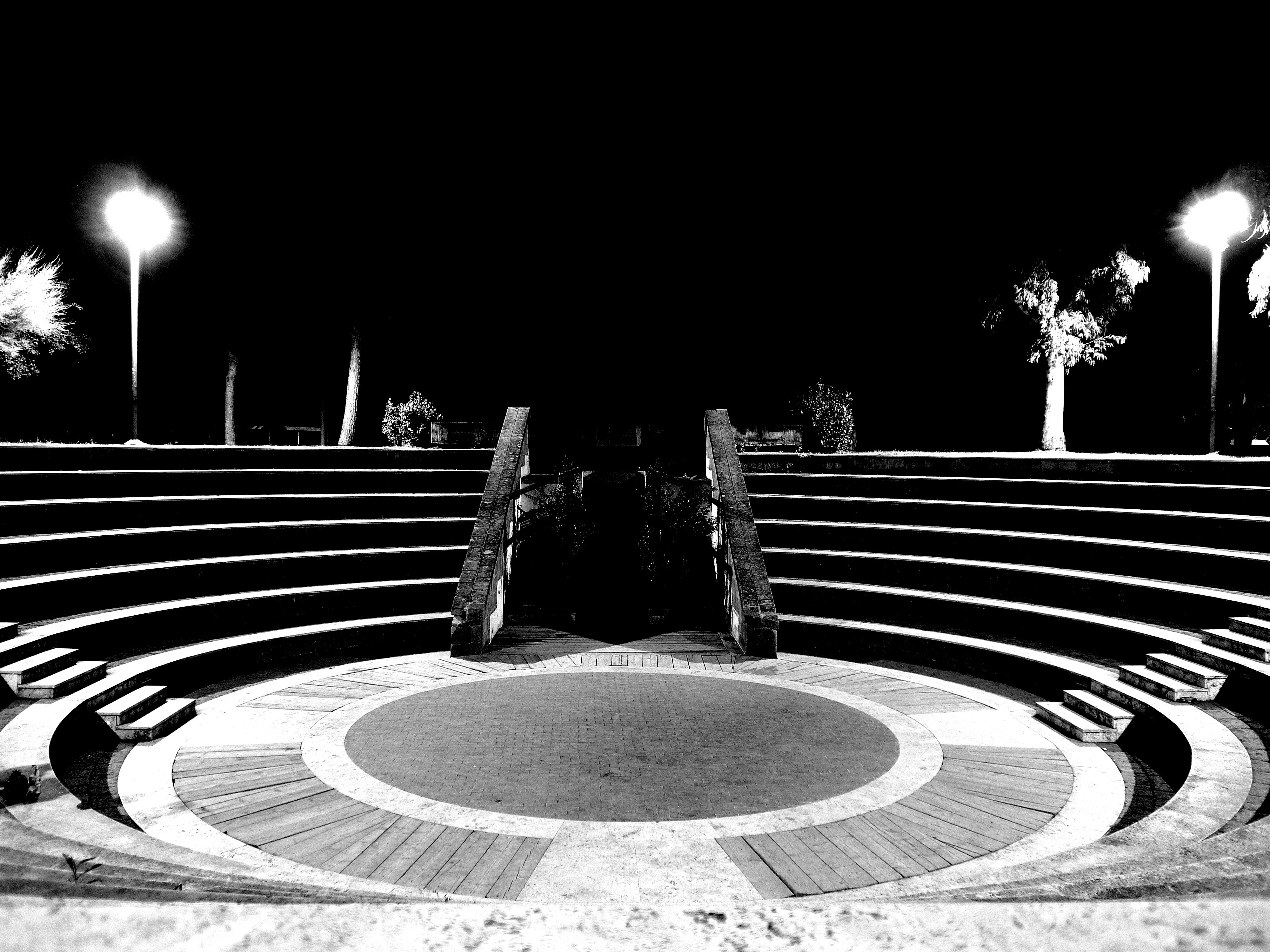
Anfiteatro